# Гуніш
Гуніш (перс. هونيش) — село в Ірані, у дегестані Лісар, у бахші Карґан-Руд, шагрестані Талеш остану Ґілян. У переписі 2006 року вказане як окремий населений пункт, але без відомостей про чисельність населення.

## Клімат
Середня річна температура становить 8,39 °C, середня максимальна – 24,43 °C, а середня мінімальна – -8,95 °C. Середня річна кількість опадів – 412 мм.
| Клімат поселення                              | Клімат поселення | Клімат поселення | Клімат поселення | Клімат поселення | Клімат поселення | Клімат поселення | Клімат поселення | Клімат поселення | Клімат поселення | Клімат поселення | Клімат поселення | Клімат поселення | Клімат поселення |
| Показник                                      | Січ.             | Лют.             | Бер.             | Квіт.            | Трав.            | Черв.            | Лип.             | Серп.            | Вер.             | Жовт.            | Лист.            | Груд.            |                  |
| Середній максимум, °C                         | 3,31             | 3,88             | 6,43             | 13,45            | 18,38            | 22,22            | 24,43            | 24,02            | 20,05            | 15,54            | 10,09            | 4,88             |                  |
| Середня температура, °C                       | −2,81            | −2,26            | 0,29             | 7,32             | 12,24            | 16,08            | 19,56            | 19,16            | 15,18            | 10,67            | 5,22             | 0,03             |                  |
| Середній мінімум, °C                          | −8,95            | −8,37            | −5,84            | 1,19             | 6,11             | 9,95             | 14,70            | 14,29            | 10,32            | 5,81             | 0,36             | −4,86            |                  |
| Норма опадів, мм                              | 29               | 31               | 48               | 52               | 54               | 26               | 15               | 15               | 29               | 49               | 34               | 30               |                  |
| Середньомісячна швидкість вітру, м/с          | 2.22             | 2.66             | 2.64             | 2.79             | 2.27             | 2.09             | 2.33             | 2.26             | 1.92             | 2.10             | 2.27             | 2.15             |                  |
| Середньомісячна сонячна радіація, кДж/м²·день | 7248             | 9795             | 12096            | 16143            | 19761            | 22543            | 23240            | 20012            | 16873            | 11795            | 8716             | 6843             |                  |
| --------------------------------------------- | ---------------- | ---------------- | ---------------- | ---------------- | ---------------- | ---------------- | ---------------- | ---------------- | ---------------- | ---------------- | ---------------- | ---------------- | ---------------- |
| Джерело:                                      |                  |                  |                  |                  |                  |                  |                  |                  |                  |                  |                  |                  |                  |